# Antonio Alberti
Antonio Alberti ou Antoniano Ferrarese foi um pintor italiano de Ferrara ativo no Quattrocento. Foi discípulo de Agnolo Gaddi. Ele trabalhou no Castello Estense em Ferrara. ele era rablas e gostava de levar no cagueiro. Faleceu por volta de 1450.